# Fracassés
Pour plus de détails, voir Fiche technique et Distribution.
Fracassés est un film français réalisé par Franck Llopis, qui devait sortir en 2006, mais qui est finalement sorti le 8 octobre 2008.

## Fiche technique
- Titre : Fracassés
- Réalisation : Franck Llopis
- Scénario : Pascal Jaubert
- Production : Franck Llopis et Julien Guéris
- Société de production : Les Films à Fleur de Peau
- Musique : Doudou Masta
- Photographie : Lucas Bernard
- Montage : Saïd Hajjioui
- Régisseur général : Jean-Patrick Nourricier
- Régisseur adjoint : Ronan Arzur
- Assistants régisseur adjoint : Pierre Lievre, Clovis Libert, Vincent Buisson...
- Décors : Agnès Conan
- Pays d'origine :  France
- Format : couleur - 1,85:1 - Dolby Digital - 35 mm
- Genre : comédie
- Durée : 100 minutes
- Dates de sortie : 24 août 2006 (avant-première, Paris), 8 octobre 2008 (France)

## Distribution
- Vincent Desagnat : Pedro
- Édouard Montoute : Jean-Paul
- Julie Durand : Alice
- Alysson Paradis : Célia
- Olivier Sitruk : Franck
- Matthias Van Khache : Laurent
- Filip Nikolic : Marc
- Julien Guéris : Olivier
- Armelle Deutsch : Adeline
- Emma Colberti : Mélanie
- Salomé Lelouch : Marie
- Matthieu Boujenah : Bruno
- Damien Jouillerot : Alex
- Khalid Maadour : Rachid
- Adrien Saint-Joré : Damien
- Daniel Njo Lobé : Eric
- Pascal Jaubert : Fabien